# Liam McCarthy Cup
La Liam McCarthy Cup è il trofeo messo in palio dalla GAA per la squadra che vince l'All-Ireland Senior Hurling Championship.

## Il trofeo
La squadra che si aggiudica la competizione tiene il trofeo fino alla finale dell'anno successivo. Le squadre che l'hanno detenuta più a lungo sono Cork tra 1941 e 1944 e Kilkenny dal 2006. I capitani delle vincitrici ne ricevono un'imitazione e la prima squadra a vincere il trofeo (che fu inventato nel 1921) fu Limerick. Nel 1992 l'originale fu ritirata e di conseguenza gli ultimi a vincere la coppa nella sua vera forma furono gli hurlers di Tipperary.

## Squadre contendenti
Le squadre che si contendono il trofeo attualmente sono:
- Antrim
- Clare
- Cork
- Dublin
- Galway
- Kilkenny
- Laois
- Limerick
- Offaly
- Tipperary
- Waterford
- Wexford.